# Völkner (Adelsgeschlecht)

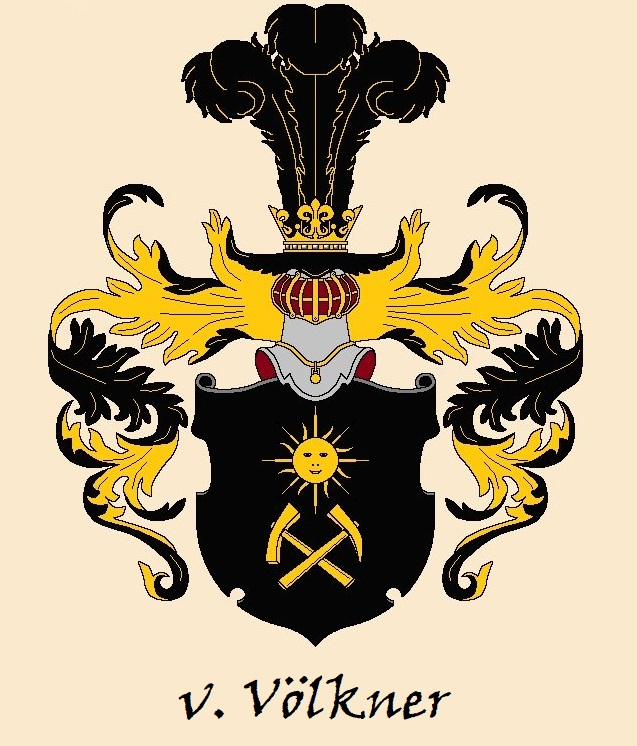
Wappen der Familie von Völkner

Völkner (russisch Фёлькнер oder Фелькнер, wissenschaftliche Transliteration Fel'kner) ist der Name eines russischen Adelsgeschlechts deutscher Herkunft, welches zahlreiche Bergbauingenieure, Geologen und Offiziere im russischen Kaiserreich stellte. In deutschsprachigen Quellen wird der Name häufig mit deutschem Adelsprädikat als von Völkner wiedergegeben.
Eine Verbindung mit dem gleichnamigen ostpreußischen Stadtadelsgeschlecht aus Friedland (siehe Christoph Völkner) besteht nach derzeitigem Forschungsstand nicht.

## Geschichte

### Herkunft
Die Familie Völkner ist bürgerlichen Ursprungs und stammt aus Halle an der Saale. 1407 wird sie mit Kuno Volkener (Kuno Völkner) aus Groß Salze im Erzstift Magdeburg, zu dem auch die Stadt Halle gehörte, erstmals urkundlich erwähnt.

### 18. Jahrhundert: Auswanderung nach Russland und Nobilitierung
Stammvater der adeligen Familie Völkner ist der in Halle geborene Waisenjunge und Schüler der von August Hermann Francke gegründeten Lateinischen Hauptschule (Latina) Christian Friedrich Völkner (1728–1796). Im Alter von 18 Jahren gelangte er als Schreiber von Halle nach Sankt Petersburg und stieg in seiner Karriere bis zum Konferenzsekretär und Kollegienrat (6. Rangklasse) an der Russischen Kunstakademie auf. Mit dieser herausragenden Stellung war für Christian Friedrich Völkner die Erhebung in den erblichen russischen Adelsstand verbunden. Nach dem Verlassen der Kunstakademie wurde er 1787 zum Inspektor der Bergschule in Sankt Petersburg (heute Staatliche Bergbau-Universität) ernannt und begründete damit die Familientradition im Bergbau.

### 19. Jahrhundert: Verdienste im Bergbau und in der Armee
Viele Mitglieder der Familie Völkner waren in den nachfolgenden Generationen Bergbauingenieure, so auch Christian Friedrich Völkners Enkel Friedrich von Völkner (1802–1877) und Nikolai August Wilhelm von Völkner (1817–1878). Zu Ehren des Mineralogen Michael Iwanowitsch von Völkner hat Hans Rudolph Hermann 1847 das Mineral Völknerit (siehe Hydrotalkit) benannt. Andere Mitglieder des Adelsgeschlechts Völkner wählten eine militärische Laufbahn wie Generalleutnant Wladimir Iwanowitsch von Völkner (1805–1871) und dessen Bruder Paul Iwanowitsch von Völkner (1809–1862).

### 20. Jahrhundert: Oktoberrevolution und Exil in Westeuropa
Im Zuge der Oktoberrevolution wurden 1917 alle Adelsprivilegien in Russland abgeschafft und viele adelige Familien flüchteten vor dem Terror der Bolschewiki aus dem Land. Von diesen historischen Umbrüchen war auch das Adelsgeschlecht Völkner betroffen. Dimitri Iliodorowitsch von Völkner (1854–1923), der Bürgermeister von Aluschta und Enkel von Friedrich von Völkner, verließ Russland und gelangte nach Italien, wo er schließlich am 8. August 1923 in Rom verstarb. Dimitris Sohn, der Rechtsanwalt Anatoli Dmitrijewitsch von Völkner (1888–1920), kämpfte gegen die Bolschewisten und wurde 1920 in Aluschta erschossen. Andere Zweige der Familie emigrierten in die Schweiz und nach Frankreich, wo Nachfahren von Wladimir Michailowitsch von Völkner (1870–1945) bis heute leben.

## Wappen
„Im schwarzen Felde über einem schräggekreuzten goldenen Bergmannsgezähe eine goldene Sonne. Auf dem gekrönten Helm mit schwarz-goldener Decke drei schwarze Straußenfedern.“

## Stammliste
1. Christian Friedrich von Völkner (1728–1796)[5]
  1. August Hermann von Völkner ( )[13]
  2. Johann Heinrich von Völkner (1763–1833)[14]
    1. Friedrich Iwanowitsch von Völkner (1802–1877)[15]
      1. Leopold (Iliodor) Fedorowitsch von Völkner (1829–1895)[16]
        1. Dimitri von Völkner (1854–1923)[10]

    2. Woldemar Gustav von Völkner (1805–1871)[17]
    3. Paul Iwanowitsch von Völkner (1809–1862)[18]
    4. Michael Iwanowitsch von Völkner (* 1810)[19]
    5. Alexander Iwanowitsch von Völkner alias Afanassjew (* 1815)[20]

  3. Alexander Fedorowitsch von Völkner (* 1768)[21][22]
    1. Alexander Alexandrowitsch von Völkner (* 1806)[23]
      1. Alexander Alexandrowitsch von Völkner ( )[24]
      2. Michael Alexandrowitsch von Völkner (* 1839)[25]
        1. Wladimir Michailowitsch von Völkner (1870–1945)[26]

      3. Wladimir Alexandrowitsch von Völkner (* 1845)[27]

    2. Nikolai August Wilhelm von Völkner (1817–1878)[28]
      1. Alexander Nikolajewitsch von Völkner (1843–1903)[29]